# Richard May (Journalist)
Richard May (* 19. Mai 1886 in Berlin; † 21. Februar 1970 in Berlin) war ein linksliberaler deutsch-amerikanischer Journalist und Schriftsteller.

## Leben

### Herkunft
Sein Vater Adolph May (* 1852 in Gleiwitz; † 1894 in Berlin) stammte aus Oberschlesien, er war Mitinhaber einer Lederwaren-Großhandlung. Seine Mutter Jenny May geb. Liepmann kam aus dem Barnim (* 1866 in Eberswalde; † April 1900 in Berlin). Beide Eltern waren jüdisch. Er hatte zwei jüngere Schwestern, Hertha (* 1888 in Berlin; † 1971 in Canterbury (Melbourne)) und Martha Adolfine Adda (* 1894 in Berlin; † in São Paulo). In Berlin wuchs er zunächst in der Stralauer Vorstadt auf, dann im Scheunenviertel der Spandauer Vorstadt, schließlich in Gesundbrunnen. Vier Jahre nach dem Tod seines Vaters heiratete die Witwe den jüdischen Kaufmann Robert Lebach (* 1857 in Adorf in Waldeck; † 1924 in Berlin), Inhaber der Knopffabrik Lebach & Co. in Wedding. Nach dem Tod der Mutter (1900) wurde Lebach Vormund der drei Geschwister.

### Ausbildung
In seiner Schulzeit (1892–1906) besuchte May das Sophien-Gymnasium in der Spandauer Vorstadt in Berlin-Mitte und das Lessing-Gymnasium in der Pankstraße in Wedding. Er setzte den Schulbesuch, bei den Großeltern lebend, in Gleiwitz am Königlich-Katholischen Gymnasium fort. Er legte das Abitur nicht ab, sondern nahm 1906 eine kaufmännische Tätigkeit auf. Als May mit 21 Jahren volljährig wurde, brach er diese ab und begann ein Studium. Er studierte Geschichte, Philosophie, Literatur und Kunstgeschichte an den Universitäten München, Freiburg, Genf und Berlin. Im Frühjahr 1909 unternahm er eine zweimonatige Bildungsreise durch Italien, die er zu einem Brief- und Reiseroman verarbeitete; dieser erschien als Serie im März 1911 als Im Lande der Sehnsucht (Eine italienische Reise) in der Nordwestdeutschen Morgen-Zeitung in Oldenburg.
Ohne Abitur war kein formaler Abschluss möglich. Er begann im April 1910 seine journalistische Laufbahn mit einem Volontariat in der Redaktion der Tageszeitung Saale-Zeitung in Halle (siehe unten).

### Lebensstationen
Bei Ausbruch des Ersten Weltkrieges meldete sich May 1914 freiwillig, wurde aber nicht angenommen. Im Herbst 1915 wurde er zum Brandenburgischen Jäger-Bataillon Nr. 3 in Lübben (Spreewald) eingezogen, aber nach einem Vierteljahr wegen Sehschwäche entlassen.
Am 23. August 1923 schloss er die Ehe mit Hertha Jenny Johanna Grieser (* 4. Januar 1896 in Berlin; † 8. April 1951 in der Bronx, New York), Sekretärin beim Kommando der Schutzpolizei Berlin, später Kosmetikerin. Sie bekamen keine Kinder. Hertha Grieser war evangelisch-lutherischen Glaubens. Zur Zeit des Nationalsozialismus wurde ihre Ehe im Zuge der antisemitischen Nürnberger Gesetze (1935) als „nicht privilegierte“ Mischehe eingestuft.
Akten der American Guild for German Cultural Freedom im Deutschen Exilarchiv (Frankfurt am Main) belegen, dass May – wie seine Schwestern, die mit ihren Familien nach Brasilien und Australien auswanderten – nach den Novemberpogromen 1938 ein Visum für die USA zu erlangen versuchte.
Ab 1940 war May Zwangsarbeiter, zunächst in Berliner Rüstungsbetrieben. Bei der „Fabrikaktion“ von Gestapo und SS wurde May am 27. Februar 1943 im Betrieb verhaftet und für eine Woche im Sammellager Rosenstraße inhaftiert. Danach wurde May u. a. bei Abbruchunternehmen in Kriegsruinen eingesetzt.
Die Mays lebten bis zur Eroberung Berlins durch die Rote Armee in ihrer Wohnung in der Landhausstraße im Güntzelkiez von Wilmersdorf. Anfang Mai 1945, als Berlin schon besetzt war, verloren sie dennoch ihre Habe. Sowjetische Soldaten brannten als Rache für eine Provokation mehrere Wohnhäuser in der Straße nieder.
Seine Ehefrau Hertha erkrankte bereits während des Krieges an Leukämie. Ärzte empfahlen die Auswanderung in die USA, um Zugang zu besserer Medizin zu erhalten. Ab August 1948 lebten die Mays in New York. Hertha May verstarb im April 1951. Der Witwer lebte mehrere Jahre in New York in Armut. Nach Inkrafttreten westdeutscher Entschädigungsgesetze für NS-Verfolgte beantragte er Wiedergutmachung, musste aber mehrere Jahre auf die Bewilligung warten.
1954 wurde May US-amerikanischer Staatsbürger. 1963 entschloss er sich aber zur Rückkehr in seine Heimatstadt Berlin. Er überließ dem Leo Baeck Institute New York einen Teilnachlass zahlreicher Manuskripte und Dokumente. Für das Institutsarchiv schrieb er 1963 ein Manuskript seiner Erinnerungen unter dem Titel Die Regie war schlecht – Aus dem Archiv eines politischen Journalisten.
Ab Oktober 1963 lebte er im Jüdischen Altersheim in Berlin–Gesundbrunnen. Er starb 1970 im benachbarten Jüdischen Krankenhaus. Richard Mays Urne wurde im Ostteil Berlins auf dem Jüdischen Friedhof in Weißensee an den Gräbern seiner Eltern Adolph und Jenny beigesetzt. Im Nebengrab ist seine nichtjüdische Ehefrau Hertha bestattet.

## Journalist

### Tagespresse
May absolvierte von April bis Dezember 1910 ein Volontariat bei der liberalen Saale-Zeitung in Halle. Im Dezember wechselte er nach Oldenburg, wo die liberale Nordwestdeutsche Morgen-Zeitung ihn als ersten Redakteur für Politik und Theater beschäftigte. Im Frühjahr 1911 nahm er ein Angebot der Berliner Vossischen Zeitung als zweiter Innenpolitik-Redakteur an. May war Parlamentsberichterstatter im Reichstag und Preußischen Landtag und schrieb Leitartikel. Gelegentlich schrieb er politisches Feuilleton. Ein Pionierbeitrag über Filmpolitik (1912) wird noch heute von Filmhistorikern zitiert.
Im Juli 1918 wurde May Chefredakteur beim General-Anzeiger der Stadt Frankfurt am Main. Seine Leitartikel erschienen oft auch im Leipziger Tageblatt. Ab Februar 1919 berichtete er aus Weimar von der Nationalversammlung. Im Juli 1919 verließ er den General-Anzeiger. Er kehrte als freier Journalist nach Berlin zurück. Er wurde Berliner Vertreter für den regionalen Pressedienst Süddeutsche Demokratische Korrespondenz (SDK) und Süddeutscher Zeitungsdienst (SZ) aus dem Münchner Verlag von Georg Osterkorn. Daneben schrieb er als Leitartikler für Berliner Börsen-Zeitung, Hamburger Fremdenblatt, Wiesbadener Tagblatt, Kasseler Tageblatt, Karlsruher Zeitung und Aachener Post sowie die Korrespondenz Richard Bahr, die die Zeitungen der Huck-Gruppe belieferte. May berichtete täglich aus Reichsregierung, Reichstag und Reichsrat und war Mitglied der Berliner Pressekonferenz, dem Vorläufer der Bundespressekonferenz.
May gehörte 1922 zum Gründungsvorstand der Berliner Verband der auswärtigen Presse (BVAP), einer Vereinigung der Korrespondenten von nicht in Berlin ansässigen deutschen Zeitungen. Er war Mitglied im Reichsverband der deutschen Presse, Bezirksverband Berlin.

### Zeitschriften
1918/19 publizierte er wiederholt in der von Ludwig Stein herausgegebenen literarisch-politischen Zeitschrift Nord und Süd, die aber 1920 einging. Von August 1920 bis Februar 1927 war May als Nachfolger von Hugo Frenz nebenberuflich Redakteur der DDP-nahen Zeitschrift Das Demokratische Deutschland (ab 1923: Deutsche Einheit). Ab Juli 1921 schrieb er als Kolumnist jede Woche die ironisch-bissigen, feuilletonistischen „Zwischenrufe“, die das politische Wochengeschehen kommentierten. Unter den Herausgebern arbeitete er vorrangig eng mit Johann Graf Bernstorff zusammen.
1921 setzte er sich erstmals in einem Zeitschriftenbeitrag systematisch mit dem deutschen politischen Antisemitismus auseinander. Sein Aufsatz erschien aber nicht in Deutschland, sondern in den amerikanischen jüdischen Zeitschriften Jewish Forum und B’nai B’rith News (New York) sowie The Sentinel (Chicago). Über Geschichte und aktuelle Entwicklungen des Antisemitismus schrieb er ab 1924 gelegentlich für die CV-Zeitung, die Wochenzeitung der Organisation Centralverein deutscher Staatsbürger jüdischen Glaubens, und die Monatsschrift der Berliner Logen U. O. B. B. (B’nai B’rith).

### Berufsverbot 1933–1945
Im April 1933 wurde May von der Berliner Pressekonferenz ausgeschlossen, was eine weitere Tätigkeit als politischer Korrespondent aussichtslos machte. Das Schriftleitergesetz (1934) schloss ihn als Juden auf Dauer von der Berufsausübung als Redakteur aus. 1935 wurde ihm zudem durch die Reichskulturkammer jegliche andere schriftstellerische Betätigung, also auch für Theater, Roman oder Lyrik, untersagt. Ausgenommen war das Schreiben für die jüdische Presse. Er setzte bis 1938 die gelegentlichen Beiträge in der CV-Zeitung fort und schrieb auch für Israelitisches Familienblatt und Jüdisches Gemeindeblatt (Preußen).

### Nach 1945
Nach Kriegsende war May zunächst als Journalist selbstständig, ab August 1945 Chefredakteur bei einer Denles Verlagsanstalt in Berlin-Zehlendorf, ab April 1946 Nachrichtenredakteur beim RIAS-Vorläufer Drahtfunk im Amerikanischen Sektor (DIAS). Er wechselte im August 1946 zu Der Weg – Zeitschrift für Fragen des Judentums, der Wochenzeitung der Jüdischen Gemeinde zu Berlin. Er schrieb gelegentlich auch für Karl Marx’ Jüdisches Gemeindeblatt für die britische Zone (später Jüdische Allgemeine). Nach seiner Auswanderung in die USA 1948 war Richard May nicht mehr journalistisch tätig, sondern konzentrierte sich auf Romane und Bühnenwerke.

## Politik
Richard May war bereits 1910 in Halle Mitglied der Fortschrittlichen Volkspartei und beteiligte sich dort an der Gründung der Nachwuchsorganisation Fortschrittlicher Jugendverein. Nach 1918 gehörte er der Deutschen Demokratischen Partei (DDP) an; er schrieb nicht nur für DDP-nahe Publikationen, sondern wurde als Pressexperte informell zur DDP-Wahlkampfplanung hinzugezogen. 1925 wurde May beim DDP-Parteitag in Breslau in das zweithöchste Gremium, den Parteiausschuss (200 Delegierte als kleiner Parteitag), gewählt. Er wurde bei den Parteitagen 1927 in Hamburg, 1929 in Mannheim bestätigt. Von 1924 bis 1928 engagierte sich May bei der Liberalen Vereinigung, die für eine Verschmelzung von DDP, DVP und anderen Organisationen der Mitte eintrat. Er war 1930 in die Gründung der Deutschen Staatspartei involviert. Er kandidierte erfolglos bei der Reichstagswahl 1930 im Reichstagswahlkreis Potsdam-II.
Nach der Befreiung vom Nationalsozialismus engagierte sich May ab 1945 bei den Ausschüssen für die Opfer des Faschismus (OdF-Ausschüsse) und der Vereinigung der Verfolgten des Naziregimes (VVN), die aus den OdF-Ausschüssen hervorging. In Wilmersdorf wurde er in den Vorsitz gewählt und gehörte mit weiteren Vertretern der Jüdischen Gemeine wie Heinz Galinski, Jeannette Wolff und Hans-Erich Fabian dem ersten VVN-Landesvorstand für Groß-Berlin an. Am 1. Februar 1948 wurde May auf der Liste der Jüdisch-Liberalen Gruppe in die Gemeindeversammlung der Jüdischen Gemeinde zu Berlin gewählt.

## Theaterstücke
May schrieb mehr als ein Dutzend Theaterstücke. Eines wurde aufgeführt, mehrere wurden veröffentlicht, mehrere sind in den Nachlässen als Manuskripte vorhanden, mindestens zwei sind kriegsbedingt verschollen.
Am 12. Januar 1928 fand am Stadttheater Würzburg in Mays Anwesenheit die Uraufführung seines Lustspiels Das Bohnenfest statt. Intendant Paul Smolny führte die Regie. Der Titel bezieht sich auf das gleichnamige Gemälde (1668) von Jan Steen, dessen Figur und Biografie May in den Mittelpunkt stellte. Auch das Berliner Residenz-Theater kündigte die Aufnahme von Mays Stück ins Programm an, spielte es aber nicht mehr. Das Skript wurde erst 1947 veröffentlicht.
Zu den weiteren veröffentlichten Stücken gehören die in historisiert-mythologischen Settings platzierten Einakter Die Bajadere, Schwanhild sowie Evandra, ein Liebeslied, die gemeinsam publiziert wurden als Ketten. Drei Einakter (1908). Es folgten die Tragödie Herrin Helga (1910), die im frühchristlichen Island ebenfalls mit Sagenanleihen spielt, und die in die italienische Renaissance versetzte Tragödie Prometheus’ Erlösung (1911). Die frühen Dramen von 1908 bis 1911 sind sämtlich Versdramen. Alle greifen gesellschaftliche oder politische Konfliktthemen auf.
Im Nachlass befinden sich die unveröffentlichten Manuskripte der Mittelalter-Politikkomödie Der Herr Stadtschreiber (1928); die ins Biedermeier versetzte politische Satire um die Intrigen des kaiserlichen Beamten Fritz von Holstein, Aufruhr der Marionetten (1930), und die orientalische Tragödie Kismet (1930); das fantastische Drama Ahasver, Aus Kains Geschlecht / Eine Wanderung (Datierung sehr unklar, 1940er/1950er); das fantastische Schauspiel Die Masken logen nicht (späte 1950er); das Verfolgten- und Heimkehrer-Schauspiel Die Namenlosen (1961) und das historisch-fantastische Drama Baum der Erkenntnis: Mutter Evas Tragödie (1964, Fragment). Verschollen sind die Dramen Nocturno (ca. 1932) und Der Wundertäter (1937).

## Romane und Erzählungen
May schrieb vielfach Romane, die autobiografisch gefärbt sind bzw. autofiktionale Anteile haben. Das gilt bereits für den Brief- und Reiseroman Im Lande der Sehnsucht (Eine italienische Reise), der im März 1911 in Fortsetzungen in der Nordwestdeutschen Morgen-Zeitung, Oldenburg, erschien. Sein erster Roman in Buchform erschien bei Concordia Deutsche Verlags-Anstalt, Berlin, als Die Rourillons – in Roman aus dem Elsass (1914). In diesem Beziehungs- und Regionalroman verarbeitete May Erfahrungen aus seiner Studienzeit in Genf und Freiburg sowie die politischen Probleme des Reichslands Elsaß-Lothringen. Im selben Verlag erschien 1918 Die Not der Hella Grawehn über eine alleinerziehende Mutter in Berlin und in der fiktiven märkischen Kleinstadt Schwirtow, die jedoch leicht als Eberswalde, Heimatstadt von Mays Mutter Jenny, zu identifizieren ist.
Sein im Mittelalter platzierter historischer Roman Der Brunnenholde zu Güldenreuth, der im engen Zusammenhang mit dem Theaterstück Der Herr Stadtschreiber steht, erschien von April bis August 1926 in Fortsetzungen als Feuilletonroman in der politisch-literarischen Zeitschrift Der Deutschen-Spiegel.
Mays Roman Ewiges Gestern, in der die Erlebnisse in seiner Hausgemeinschaft während der NS-Zeit, Diskriminierung und Denunziantentum sowie das Kriegsende in Berlin 1945 verarbeitete, erschien von November 1947 bis Juli 1948 als Feuilletonroman in der jüdischen Wochenzeitung Der Weg. Die einzige weitere belletristische Veröffentlichung nach seiner Auswanderung erschien durch Vermittlung von Verwandten: Die Kurzgeschichte Würfelspiel mit dem Tod erschien 1958 in der australisch-deutschen Wochenschrift Neue Welt in Melbourne.
Eine Reihe von Roman-Manuskripten blieb unveröffentlicht. Nach Das Schattenspiel (1932), in dem Gegenwart und Biedermeier-Historie verwischen, schrieb er während der Zeit des Nationalsozialismus und in seiner New Yorker Zeit mehrere Romane, die sich mit NS-Regime, Verfolgung und Flucht in der Shoah auseinandersetzten: Des Teufels Mette (ca. 1938) verglich das NS-Regime mit dem „Tausendjährigen Reich“ des Wiedertäufer-Regimes von Münster, und Die Insel der Frevel (ca. 1942) mit Piraten, die eine antike Inselzivilisation in den Untergang stürzen. Da Gott verstummte (späte 1950er) erzählt von der Flucht eines Berliner Richters vor der Gestapo in die Schweiz, wo er in das Netz deutscher Spione gerät. Kriegsschuldfragen, Hoffnung und Versagen von Völkerbund und UNO verarbeitete May in Am Weltroulette (späte 1950er).
Mit dem amerikanischen Sensationsjournalismus setzte er sich auseinander in Ihr Rachen ist ein offenes Grab : ein Zeitungsroman (späte 1950er). Psychologische Reflexion der eigenen Identität, eigener Beziehungen und Bindungen prägten den fantastischen, mit Opern- und Mythologie-Motiven verbundenen Roman Die Masken logen nicht (später 1950er) und den Emigrantenroman Überblendetes Leben (Double Focus) (späte 1950er). Am Kreuz von Raum und Zeit (1963) ist ein Dialogroman über Lebensphilosophie, Menschheitswerden und Glauben.

## Lyrik
Im Deutschen Literaturarchiv Marbach sind 145 Gedichte von May bekannt und archiviert. Er schrieb viele romantische und persönliche Gedichte, die er aber nicht veröffentlichte. Insgesamt wurden nur sehr wenige Gedichte publiziert.
Gleich bei Kriegsbeginn 1914 veröffentlichte er in der Vossischen Zeitung patriotische Gedichte, die in vielen Zeitungen sowie noch 1914/15 in drei Kriegslyrik-Sammelbänden verschiedener Verlage nachgedruckt wurden. Bereits am 1. August erschien sein Deutsches Sturmlied. Am 22. August folgte das ebenfalls populäre Deutsche Kunde, am Siegesfeiertag 2. September Der Tag von Sedan. Einer bekannten Kriegsdichtung-Analyse stellte Willi Warstat Mays Lyrik als repräsentativ für das Genre voran. Dem begeisterten Auftakt folgten bald Verse in sehr gedämpften Ton (Dank an die Toten, November 1914), dann gar keine mehr.
Politische Lyrik publizierte er wieder zum Auftakt der Weimarer Nationalversammlung mit Sanssouci (Februar 1919) und zum schwierigen Neuanfang im Kontext von Versailler Vertrag und Weimarer Reichsverfassung mit Ahasver, der Deutsche, beide im Magazin Nord und Süd, in der er auch politische Aufsätze publizierte. Abgesehen von jahreszeitlichen Stimmungs- und Gelegenheitsgedichten, die etwa in Weihnachts- und Silvesterausgaben erschienen, veröffentlichte er während der Weimarer Republik keine Lyrik mehr, obwohl er privat durchaus viele Gedichte verfasste.
1946/1947 erschienen in der jüdischen Wochenzeitung Der Weg mehrere Gedichte, die sich mit dem Holocaust sowie jüdischem Erbe und jüdischer Symbolik auseinandersetzten.

## Ehrungen und Auszeichnungen
Er erhielt 1911 die Ehrengabe des Verlag des Bureau Fischer, Berlin, für sein Drama Prometheus’ Erlösung und 1912 für sein Drama Herrin Helga.
May erhielt 1961, 1962 und 1966 die Ehrengabe aus dem Künstlerfonds des Süddeutschen Rundfunks, der für NS-verfolgte, im Ausland lebende Künstler gestiftet wurde.

## Werke
Weblinks zu Manuskripten beim Leo Baeck Institute, New York, Richard May Collection (LBI, digitalisierte Volltexte) oder Deutsches Literaturarchiv Marbach (DLA, nur Katalog) sowie Walter A. Berendsohn Forschungsstelle für deutsche Exilliteratur Hamburg (WAB). Teilweise liegen die Manuskriptkopien bei mehr als einer Einrichtung vor.

### Sachliteratur (Auswahl)
- „Anti-semitism in Germany“. In The Jewish Forum, 4. Jg., Nr. 5, S. 925–930, September 1921 (HathiTrust), auch in The Sentinel : the American Jewish Weekly Chicago, 44. Jg., Nr. 2, 14. Okt. 1921, 9, 20. (Illinois Digital Archives, PDF), auch in B’nai B’rith News (B’nai B’rith. The National Jewish monthly.) 14. Jg., Nr. 5, S. 10, Januar 1922 (HathiTrust)
- „Filmpolitik.“ Vossische Zeitung, Nr. 515 Morgenausgabe (9. Okt. 1912), S. 2, 15. [ZEFYS DFG-Viewer]
- „Politiker und Dichter.“ Vossische Zeitung, Nr. 355 Morgenausgabe (16. Juli 1913), S. 2-3. [ZEFYS DFG-Viewer]
- Unveröffentlichtes Manuskript: Die Regie war schlecht – Aus dem Archiv eines politischen Journalisten, 1963 [Erinnerungen] [LBI] [DLA]

Ihm u. a. im Deutschen Literatur-Lexikon („Kosch“) falsch zugeschrieben worden ist das Buch Bayrische Brettl im amerikanischen Schnee (1939).

### Theaterstücke
- Die Bajadere : eine Tragödie in einem Aufzug. In Ketten : drei Einakter. Berlin, Leipzig: Curt Wigand, 1908, S. 39–69.

- Evandra : ein Liebeslied. In Ketten : drei Einakter. Berlin, Leipzig: Curt Wigand, 1908, S. 5–38.
- Schwanhild. In Ketten : drei Einakter. Berlin, Leipzig: Curt Wigand, 1908, S. 71–115.
- Prometheus' Erlösung : eine Renaissancetragödie in 5 Akten. Berlin-Friedenau: Verlag des Bureau Karl Fischer, 1911.
- Herrin Helga : Eine Tragödie in vier Aufzügen. Berlin-Friedenau: Verlag des Bureau Fischer, 1910.
- Das Bohnenfest : Komödie in drei Aufzügen. Berlin-Zehlendorf: P. W. Brocker, 1947 (Uraufführung 1928)

Unveröffentlichte Manuskripte:
- Der Herr Stadtschreiber : eine Komödie in drei Aufzügen, 1928 [LBI] [DLA]
- Aufruhr der Marionetten : ein Schauspiel, 1930 [LBI] [DLA]
- Kismet : eine Tragödie in vier Aufzügen, 1930 [DLA]
- Ahasver : eine Wanderung (Aus Kains Geschlecht), ca. 1942. [LBI] [DLA]
- Am anderen Ufer, späte 1950er [LBI] [DLA]
- Die Namenlosen, 1961 [LBI]
- Vom Baum der Erkenntnis : Mutter Evas Tragödie, 1964 [DLA]

Verschollen:
- Nocturno (1932)
- Der Wundertäter (1937)

### Belletristik
- Im Lande der Sehnsucht (Eine italienische Reise). 9 Folgen in: Nordwestdeutsche Morgen-Zeitung, Nr. 60 bis Nr. 77 (März 1911).
- Die Rourillons : Roman aus dem Elsass. Berlin: Concordia Deutsche Verlags-Anstalt, 1914.
- Die Not der Hella Grawehn : Roman. Berlin: Concordia Deutsche Verlags-Anstalt, 1918.
- Der Brunnenholde zu Güldenreuth. Fortsetzungsroman, 18 Folgen in: Der Deutschen-Spiegel, 2. April 1926, S. 665-672 bis 6. Aug. 1926, S. 1529–1536.
- Ewiges Gestern, Fortsetzungsroman in: Der Weg, 7. Nov. 1947, S. 6-8 bis 9. Juli 1948, S. 6–8.
- Würfelspiel mit dem Tod. Kurzgeschichte in Neue Welt – Australisch-deutsche Wochenschrift, 24. Dez. 1958: W4-5. [DLA]

Unveröffentlichte Manuskripte
- Das Schattenspiel : ein Roman, 1932 [LBI] [DLA]
- Des Teufels Mette : ein Roman, ca. 1938 [DLA]
- Die Insel der Frevel, ca. 1942 [LBI] [DLA]
- Da Gott verstummte : ein Roman, späte 1950er [LBI] [DLA] [WAB]
- Ihr Rachen ist ein offenes Grab : ein Zeitungsroman, späte 1950er [LBI] [DLA]
- Am Weltroulette : ein Roman, späte 1950er [LBI] [DLA]
- Die Masken logen nicht, späte 1950er [LBI] [DLA]
- Überblendetes Leben (Double Focus) : ein Roman, späte 1950er [LBI] [DLA]
- Am Kreuz von Raum und Zeit. (Ein Gedankenspiel um Sinn und Seele), 1963 [LBI] [DLA]

### Lyrik (Auswahl)
- 145 Gedichte im Nachlass, Deutsches Literaturarchiv Marbach May [DLA, Mediennr. HS008112291]
- Vier Gedichte [WAB]
- Deutsches Sturmlied. In: Vossische Zeitung, Nr. 385 Morgen (1. Aug. 1914): S. 3 (Erste Beilage). [ZEFYS]
- Deutsche Kunde. In: Vossische Zeitung, Nr. 424 (22. Aug. 1914): S. 2 [ZEFYS]
- Der Tag von Sedan. In: Vossische Zeitung, Nr. 444 (2. Sept. 1914): S. 2 [ZEFYS]
- Dank an die Toten. In: Vossische Zeitung, Nr. 556 Morgen (1. November 1914): S. 5. [ZEFYS]
- Sanssouci. In: Nord und Süd, Februar 1919: S. 198-199 PDF, Internet Archive.
- Ahasver, der Deutsche. In: Nord und Süd, August 1919: 189-190. [PDF, Internet Archive]
- „Weihnacht“. Saale-Zeitung 56. Jg., Nr. 356 (23. Dezember 1922): S. 3 MLU Halle
- Die Jahre vertropfen. In: Salzburger Wacht 25. Jg., Nr. 293 (28. Dezember 1923): S. 3. ANNO ÖNB

## Nachlass und Archive

### Nachlass
Der Nachlass ist auf mehrere Archive aufgeteilt, von denen bisher (Stand Mai 2023) nur das Leo Baeck Institute die Bestände digitalisiert hat.
- Leo Baeck Institute, Center for Jewish History, New York. Richard May Collection AR 1997 — Sklar, Yakov (2008). Guide to the papers of Richard May
- Deutsches Literaturarchiv, Marbach, Nachlass Richard May
- Walter A. Berendsohn Forschungsstelle für deutsche Exilliteratur, Staats- und Universitätsbibliothek Hamburg Carl v. Ossietzky, Sammlung Walter A. Berendsohn und Stockholmer Koordinationsstelle, über: Handschriften im Kalliope-Verbund

### Archive

#### Deutsches Exilarchiv
- Personenakte Richard May, DEA-B-2-0003.D.06.84 American Guild for German Cultural Freedom, Deutsche Nationalbibliothek Frankfurt am Main

#### Pressearchive
- Tagespresse: Mays Zeitungsveröffentlichungen sind zum Teil digital zugänglich über das Deutsche Zeitungsportal, ZEFYS Berlin (Vossische Zeitung, Berliner Börsen-Zeitung), Martin Luther-Universität Halle-Wittenberg (Saale-Zeitung, Halle), MDZ München (bayerische Zeitungen, u. a. AZ am Abend) und Österreichische Nationalbibliothek ANNO (Tages-Post Linz, Innsbrucker Nachrichten, Freie Stimmen Klagenfurt, Vorarlberger Tagblatt, Neues Grazer Tagblatt, Salzburger Chronik für Stadt und Land , Salzburger Volksblatt, Salzburger Wacht)
- Zeitschriften: Die meisten Zeitschriftenbeiträge Mays liegen bisher nicht in digitalisierten Bänden vor. Liste der Bibliotheksbestände Das Demokratische Deutschland bei ZDB unter ID 525870-4 für die Jahre 1919–23 und Deutsche Einheit ID 525871-6 für 1923–28, Der Deutschen-Spiegel unter ID 554000-8, Der Weg –Zeitschrift für Fragen des Judentums unter ID 126443-6